# Lijst van rijksmonumenten in Overveen
De plaats Overveen telt 92 inschrijvingen in het rijksmonumentenregister. Hieronder een overzicht.
| Object                                                           | Oorspronkelijke functie?  | Bouwjaar                                        | Architect            | Locatie                   | Coördinaten?                  | Nr.?   | Afbeelding                            |
| ---------------------------------------------------------------- | ------------------------- | ----------------------------------------------- | -------------------- | ------------------------- | ----------------------------- | ------ | ------------------------------------- |
| O.L.Vrouw Onbevlekt Ontvangen                                    | Kerk en kerkonderdeel     | 1855-1856                                       | Th.Molkenboer        | Korte Zijlweg 5           | 52° 23' 14" NB, 4° 36' 27" OL | 9745   | Meer afbeeldingen                     |
| Elswout: hoofdgebouw                                             | Kasteel, buitenplaats     | 1883-1884                                       | C. Muysken           | Elswoutslaan 20           | 52° 22' 38" NB, 4° 35' 44" OL | 339217 | Meer afbeeldingen                     |
| Elswout: landgoed                                                | Tuin, park en plantsoen   |                                                 |                      | Elswoutslaan 20           | 52° 22' 38" NB, 4° 35' 44" OL | 339227 | Meer afbeeldingen                     |
| Elswout: keermuren van het voorplein                             | Erfscheiding              |                                                 |                      | Elswoutslaan tegenover 20 | 52° 22' 38" NB, 4° 35' 44" OL | 339311 | Meer afbeeldingen                     |
| Elswout: terrassen ten westen van het hoofdgebouw met 'Haven'    | Tuin, park en plantsoen   |                                                 |                      | Elswoutslaan bij 20       | 52° 22' 38" NB, 4° 35' 44" OL | 339318 | Meer afbeeldingen                     |
| Elswout: terrassen ten oosten van het hoofdgebouw                | Stoep                     |                                                 |                      | Elswoutslaan bij 20       | 52° 22' 38" NB, 4° 35' 44" OL | 339323 | Meer afbeeldingen                     |
| Elswout: brug naar het voorplein                                 | Brug                      | 1806                                            |                      | Elswoutslaan tegenover 20 | 52° 22' 38" NB, 4° 35' 44" OL | 339328 | Meer afbeeldingen                     |
| Elswout: orangerie                                               | Bijgebouwen kastelen enz. | 1882/1883                                       | C. Muysken           | Elswoutslaan 22           | 52° 22' 42" NB, 4° 35' 49" OL | 339333 | Meer afbeeldingen                     |
| Elswout: blokhut                                                 | Bijgebouwen kastelen enz. | tussen 1812 en 1844                             |                      | Elswoutslaan tegenover 22 | 52° 22' 52" NB, 4° 35' 59" OL | 339338 | Meer afbeeldingen                     |
| Elswout: tuinhuis                                                | Bijgebouwen kastelen enz. | tussen 1812 en 1844                             |                      | Elswoutslaan tegenover 10 | 52° 22' 52" NB, 4° 35' 59" OL | 339343 | Meer afbeeldingen                     |
| Elswout: sluis                                                   | Waterkering en -doorlaat  | 17e eeuw (oorsprong)                            |                      | Elswoutslaan bij 10       | 52° 22' 52" NB, 4° 35' 59" OL | 339352 | Meer afbeeldingen                     |
| Elswout: sluiswachtershuis                                       | Dienstwoning              | midden 17e eeuw                                 |                      | Elswoutslaan 10           | 52° 22' 44" NB, 4° 35' 57" OL | 339357 | Meer afbeeldingen                     |
| Elswout: brug voor poortgebouw                                   | Brug                      | 17e eeuw (oorsprong)                            |                      | Elswoutslaan bij 12       | 52° 22' 38" NB, 4° 35' 56" OL | 339362 | Meer afbeeldingen                     |
| Elswout: poortgebouw                                             | Bijgebouwen kastelen enz. | laatste helft 17e eeuw                          |                      | Elswoutslaan 12           | 52° 22' 38" NB, 4° 35' 56" OL | 339367 | Meer afbeeldingen                     |
| Elswout: koetshuis                                               | Bijgebouwen kastelen enz. | midden 17e eeuw                                 |                      | Elswoutslaan 16           | 52° 22' 35" NB, 4° 35' 47" OL | 339372 | Meer afbeeldingen                     |
| Elswout: westelijke stal en koetshuis                            | Bijgebouwen kastelen enz. | midden 17e eeuw                                 |                      | Elswoutslaan 18           | 52° 22' 35" NB, 4° 35' 45" OL | 339377 | Upload foto                           |
| Elswout: brug naar het grote stuk                                | Brug                      | 19e eeuw (hek)                                  |                      | Elswoutslaan bij 18       | 52° 22' 34" NB, 4° 35' 40" OL | 339382 | Upload foto                           |
| Elswout: platte brug                                             | Brug                      | laatste helft 19e eeuw                          |                      | Elswoutslaan bij 20       | 52° 22' 38" NB, 4° 35' 44" OL | 339389 | Meer afbeeldingen                     |
| Elswout: ijskelder van het ronde type met bakstenen koepelgewelf | Bijgebouwen kastelen enz. | eerste helft 19e eeuw                           |                      | Elswoutslaan tegenover 24 | 52° 22' 33" NB, 4° 35' 56" OL | 339394 | Meer afbeeldingen                     |
| Elswout: pontjesbrug                                             | Brug                      | 19e eeuw                                        |                      | Elswoutslaan bij 18       | 52° 22' 35" NB, 4° 35' 45" OL | 339433 | Upload foto                           |
| Elswout: kleine zwitserse brug                                   | Brug                      | voor 1812                                       |                      | Duinlustweg tegenover 22  | 52° 22' 46" NB, 4° 35' 41" OL | 339442 | Meer afbeeldingen                     |
| Elswout: beeldengroep Halali                                     | Gedenkteken               | 1888                                            |                      | Elswoutslaan tegenover 22 | 52° 22' 46" NB, 4° 35' 41" OL | 339447 | Meer afbeeldingen                     |
| Elswout: derde zwitserse brug                                    | Brug                      | 19e eeuw                                        |                      | Elswoutslaan bij 10       | 52° 22' 46" NB, 4° 35' 41" OL | 339452 | Meer afbeeldingen                     |
| Elswout: brug over de zanderijvaart naar de sluis                | Brug                      | 19e eeuw                                        |                      | Elswoutslaan bij 10       | 52° 22' 46" NB, 4° 35' 41" OL | 339457 | Meer afbeeldingen                     |
| Elswout: huisje van ka-buur                                      | Bijgebouwen kastelen enz. | 1802                                            |                      | Elswoutslaan bij 20       | 52° 22' 38" NB, 4° 35' 44" OL | 339462 | Meer afbeeldingen                     |
| Elswout: kettingbrug                                             | Brug                      | 19e eeuw                                        |                      | Elswoutslaan bij 20       | 52° 22' 38" NB, 4° 35' 44" OL | 339467 | Meer afbeeldingen                     |
| Elswout: gele brug                                               | Brug                      | 19e eeuw                                        |                      | Elswoutslaan bij 10       | 52° 22' 46" NB, 4° 35' 41" OL | 339472 | Meer afbeeldingen                     |
| Elswout: tuinhuis in de kamp                                     | Bijgebouwen kastelen enz. | 1802                                            |                      | Elswoutslaan bij 20       | 52° 22' 38" NB, 4° 35' 44" OL | 339477 | Meer afbeeldingen                     |
| Elswout: hoofdgebouw van de boerderij                            | Boerderij                 | 1884                                            | C. Muysken           | Elswoutslaan 24           | 52° 22' 33" NB, 4° 35' 56" OL | 339482 | Meer afbeeldingen                     |
| Elswout: aardappelkelder                                         | Tuin, park en plantsoen   | 19e eeuw                                        |                      | Elswoutslaan bij 24       | 52° 22' 33" NB, 4° 35' 56" OL | 339487 | Meer afbeeldingen                     |
| Elswout: grenspaal                                               | Grensafbakening           | laatste kwart 16e eeuw of eerste kwart 17e eeuw |                      | Elswoutslaan bij 14       | 52° 22' 37" NB, 4° 35' 57" OL | 339493 | Meer afbeeldingen                     |
| Elswout: glazen koepel                                           | Bijgebouwen kastelen enz. | laatste helft 19e eeuw                          |                      | Elswoutslaan tegenover 2  | 52° 23' 6" NB, 4° 36' 5" OL   | 339498 | Upload foto                           |
| Elswout: tuinhuis bij de grote zwitserse brug                    | Bijgebouwen kastelen enz. | 19e eeuw                                        |                      | Duinlustweg tegenover 22  | 52° 22' 52" NB, 4° 35' 59" OL | 339503 | Meer afbeeldingen                     |
| Elswout: Huis Elswoutshoek                                       | Woonhuis                  | 1807 (bouw) ca. 1840 (vergroot)                 |                      | Elswoutslaan 2            | 52° 23' 6" NB, 4° 36' 5" OL   | 339508 | Upload foto                           |
| Elswout: dienstwoningen van elswoutshoek                         | Dienstwoning              | 18e/19e eeuw                                    |                      | Elswoutslaan 4            | 52° 23' 5" NB, 4° 36' 7" OL   | 339513 | Meer afbeeldingen                     |
| Elswout: brug over de zanderijvaart op elswoutshoek              | Brug                      | ca. 1880                                        |                      | Elswoutslaan 2            | 52° 23' 6" NB, 4° 36' 5" OL   | 339520 | Upload foto                           |
| Elswout: brug over de zanderijvaart in de duinlustweg            | Brug                      | ca. 1880                                        |                      | Elswoutslaan 2            | 52° 22' 58" NB, 4° 35' 30" OL | 339525 | Upload foto                           |
| Elswout: fazantenhuis                                            | Bijgebouwen kastelen enz. | laatste helft 19e eeuw                          |                      | Elswoutslaan tegenover 22 | 52° 22' 52" NB, 4° 35' 59" OL | 353635 | Meer afbeeldingen                     |
| R.K. kerk o.l.v. onbevlekt ontvangen                             | Kapel                     | 1864                                            | Th. Molkenboer       | Korte Zijlweg bij 5       | 52° 23' 14" NB, 4° 36' 27" OL | 405078 | Upload foto                           |
| Stoop's Bad: hoofdgebouw                                         | Sport en recreatie        | 1924                                            |                      | Adriaan Stoopplein 10     | 52° 23' 26" NB, 4° 37' 18" OL | 449516 | Meer afbeeldingen                     |
| Stoop's Bad: machinistenwoning                                   | Dienstwoning              |                                                 |                      | Adriaan Stoopplein 9      | 52° 23' 27" NB, 4° 37' 18" OL | 449517 | Meer afbeeldingen                     |
| Stoop's Bad: badmeesterswoning                                   | Dienstwoning              |                                                 |                      | Adriaan Stoopplein 13     | 52° 23' 26" NB, 4° 37' 21" OL | 449518 | Meer afbeeldingen                     |
| Stoop's Bad: ontijzeringsgebouw                                  | Industrie                 |                                                 |                      | Adriaan Stoopplein 8      | 52° 23' 26" NB, 4° 37' 18" OL | 449519 | Meer afbeeldingen                     |
| Stoop's Bad: vacuumgebouwtje                                     | Industrie                 |                                                 |                      | Adriaan Stoopplein bij 8  | 52° 23' 26" NB, 4° 37' 18" OL | 449520 | Meer afbeeldingen                     |
| Stoop's Bad: fietsstalling                                       | Opslag                    |                                                 |                      | Adriaan Stoopplein bij 10 | 52° 23' 26" NB, 4° 37' 18" OL | 449521 | Meer afbeeldingen                     |
| Huize Tetterode                                                  | Woonhuis                  | 1860-1870                                       | L.A. Springer (tuin) | Zijlweg 17                | 52° 23' 18" NB, 4° 36' 33" OL | 473228 | Meer afbeeldingen                     |
| Dienstwoningen met schuur: dienstwoningen                        | Dienstwoning              | 1885                                            |                      | Duinlustweg 4             | 52° 23' 10" NB, 4° 36' 1" OL  | 511069 | Upload foto                           |
| Dienstwoningen met schuur: schuur                                | Opslag                    | 1885-1895                                       |                      | Duinlustweg bij 8         | 52° 23' 10" NB, 4° 36' 0" OL  | 511070 | Upload foto                           |
| Koningshof: dienstwoning                                         | Dienstwoning              | 1900                                            | A. Salm              | Duinlustweg 24            | 52° 22' 48" NB, 4° 35' 18" OL | 511082 | Meer afbeeldingen                     |
| Koningshof: portierswoning                                       | Dienstwoning              | 1900                                            | A. Salm              | Duinlustweg 26            | 52° 22' 35" NB, 4° 35' 26" OL | 511083 | Meer afbeeldingen                     |
| Koningshof: koetshuis                                            | Bijgebouwen kastelen enz. | 1899-1900                                       | A. Salm              | Duinlustweg 28            | 52° 22' 31" NB, 4° 35' 21" OL | 511084 | Upload foto                           |
| Koningshof: hoofdgebouw                                          | Woonhuis                  | 1898                                            | A. Salm              | Duinlustweg 36            | 52° 22' 25" NB, 4° 35' 16" OL | 511085 | Meer afbeeldingen                     |
| Koningshof: rijwielstalling                                      | Opslag                    | 1902                                            |                      | Duinlustweg 38            | 52° 22' 25" NB, 4° 35' 14" OL | 511086 | Upload foto                           |
| Koningshof: houten toegangshek                                   | Erfscheiding              | 1900                                            |                      | Duinlustweg bij 26        | 52° 22' 35" NB, 4° 35' 27" OL | 511087 | Meer afbeeldingen                     |
| Koningshof: dubbele dienstwoning                                 | Dienstwoning              | 1911                                            | A. Salm              | Duinlustweg 44            | 52° 22' 28" NB, 4° 35' 32" OL | 511088 | Upload foto                           |
| Koningshof: dubbele dienstwoning                                 | Dienstwoning              | 1900                                            |                      | Westerduinweg 7           | 52° 22' 13" NB, 4° 34' 47" OL | 511089 | Upload foto                           |
| Vaart en duin: hoofdgebouw                                       | Woonhuis                  | 1880                                            | D.E.L. van den Arend | Korte Zijlweg 12          | 52° 23' 15" NB, 4° 36' 21" OL | 511091 | Meer afbeeldingen                     |
| Vaart en duin: tuinmanswoning                                    | Dienstwoning              | 1861                                            |                      | Korte Zijlweg 14          | 52° 23' 15" NB, 4° 36' 21" OL | 511092 | Upload foto                           |
| Vaart en duin: orangerie                                         | Tuin, park en plantsoen   | 1836                                            |                      | Korte Zijlweg bij 14      | 52° 23' 12" NB, 4° 36' 15" OL | 511093 | Upload foto                           |
| Vaart en duin: toegangshek (zuidelijke entree)                   | Erfscheiding              | 1916                                            |                      | Korte Zijlweg bij 14      | 52° 23' 11" NB, 4° 36' 22" OL | 511094 | Meer afbeeldingen                     |
| Vaart en duin: toegangshek (noordelijke entree)                  | Erfscheiding              | 1916                                            |                      | Korte Zijlweg bij 12      | 52° 23' 16" NB, 4° 36' 25" OL | 511095 | Meer afbeeldingen                     |
| Vaart en duin: tuin en parkaanleg                                | Tuin, park en plantsoen   | 1916                                            | L.A. Springer        | Korte Zijlweg bij 12      | 52° 23' 15" NB, 4° 36' 21" OL | 511096 | Upload foto                           |
| Vaart en duin: stalgebouw met koetsierswoning                    | Opslag                    | 1890                                            |                      | Korte Zijlweg 17          | 52° 23' 11" NB, 4° 36' 28" OL | 511097 | Meer afbeeldingen                     |
| Waterleidingbedrijf: watertoren                                  | Nutsbedrijf               | 1897-1898                                       | J. Schotel           | Tetterodeweg 23           | 52° 23' 35" NB, 4° 35' 51" OL | 511099 | Meer afbeeldingen                     |
| Waterleidingbedrijf: directeurswoning                            | Dienstwoning              | 1897-1898                                       | J. Schotel           | Tetterodeweg 25           | 52° 23' 32" NB, 4° 35' 42" OL | 511100 | Waterleidingbedrijf: directeurswoning |
| Waterleidingbedrijf: machinegebouw                               | Industrie                 | 1897-1898                                       | J. Schotel           | Tetterodeweg 27           | 52° 23' 34" NB, 4° 35' 42" OL | 511101 | Waterleidingbedrijf: machinegebouw    |
| Waterleidingbedrijf: dienstwoning                                | Dienstwoning              | 1898                                            | J. Schotel           | Tetterodeweg 31           | 52° 23' 37" NB, 4° 35' 32" OL | 511102 | Waterleidingbedrijf: dienstwoning     |
| Waterleidingbedrijf: voorfiltergebouw met reinwaterkelder II     | Nutsbedrijf               | 1936                                            |                      | Waterleidingbedrijf       | 52° 23' 37" NB, 4° 35' 34" OL | 511103 | Upload foto                           |
| Waterleidingbedrijf: ronde nafiltergebouw met reinwaterkelder I  | Nutsbedrijf               | 1897-1898                                       |                      | Waterleidingbedrijf       | 52° 23' 37" NB, 4° 35' 40" OL | 511104 | Upload foto                           |
| Waterleidingbedrijf: dubbele dienstwoning                        | Dienstwoning              | 1897-1898                                       | J. Schotel           | Zeeweg 15                 | 52° 23' 38" NB, 4° 35' 39" OL | 511105 | Upload foto                           |
| Pastorie                                                         | Kerkelijke dienstwoning   | 1860                                            |                      | Korte Zijlweg 7           | 52° 23' 13" NB, 4° 36' 28" OL | 511143 | Pastorie                              |
| Villa "Duinhof"                                                  | Woonhuis                  | 1906                                            | J.H. Slot            | Kweekduinweg 12           | 52° 23' 34" NB, 4° 36' 18" OL | 511144 | Meer afbeeldingen                     |
| Villa                                                            | Woonhuis                  | 1907                                            | M. Nederkoorn        | Militairenweg 9b          | 52° 23' 33" NB, 4° 36' 22" OL | 511145 | Villa                                 |
| Duinlust: hoofdgebouw                                            | Kasteel, buitenplaats     | 1882                                            |                      | Duinlustweg 16            | 52° 23' 9" NB, 4° 35' 40" OL  | 514778 | Meer afbeeldingen                     |
| Duinlust: terrein bij bestaande uit twee delen                   | Tuin, park en plantsoen   | 1880                                            |                      | Duinlustweg bij 16        | 52° 23' 9" NB, 4° 35' 55" OL  | 514780 | Meer afbeeldingen                     |
| Duinlust: toegangspartij                                         | Erfscheiding              | 1882                                            | C. Muysken           | Duinlustweg bij 16        | 52° 23' 8" NB, 4° 35' 55" OL  | 514781 | Meer afbeeldingen                     |
| Duinlust: portierswoning                                         | Bijgebouwen kastelen enz. | 1882                                            |                      | Duinlustweg 10            | 52° 23' 9" NB, 4° 35' 55" OL  | 514782 | Meer afbeeldingen                     |
| Duinlust: orangerie                                              | Tuin, park en plantsoen   | 1882                                            |                      | Duinlustweg 16            | 52° 23' 7" NB, 4° 35' 37" OL  | 514783 | Upload foto                           |
| Duinlust: folly                                                  | Tuin, park en plantsoen   | 1860                                            |                      | Duinlustweg bij 16        | 52° 23' 7" NB, 4° 35' 35" OL  | 514784 | Upload foto                           |
| Duinlust: tuinhuisje                                             | Tuin, park en plantsoen   |                                                 |                      | Duinlustweg bij 16        | 52° 23' 11" NB, 4° 35' 41" OL | 514785 | Upload foto                           |
| Duinlust: tuinmuur                                               | Tuin, park en plantsoen   | 1882                                            |                      | Duinlustweg 16            | 52° 23' 8" NB, 4° 35' 37" OL  | 514786 | Upload foto                           |
| Duinlust: ijskelder                                              | Tuin, park en plantsoen   | 1890                                            |                      | Duinlustweg bij 16        | 52° 23' 15" NB, 4° 35' 42" OL | 514787 | Upload foto                           |
| Koningshof: historisch tuin- en parkaanleg                       | Tuin, park en plantsoen   | late middeleeuwen                               | L.A. Springer        | Duinlustweg bij 36        | 52° 22' 36" NB, 4° 35' 18" OL | 526341 | Meer afbeeldingen                     |
| Koningshof: voormalige moestuinbebouwing                         | Tuin, park en plantsoen   | 1900-1910                                       |                      | Duinlustweg bij 36        | 52° 22' 36" NB, 4° 35' 14" OL | 526342 | Upload foto                           |
| Koningshof: tuinhuisje                                           | Tuin, park en plantsoen   | 1900-1910                                       |                      | Duinlustweg bij 36        | 52° 22' 26" NB, 4° 35' 17" OL | 526343 | Upload foto                           |
| Koningshof: carport                                              | Tuin, park en plantsoen   | 1900-1910                                       |                      | Duinlustweg bij 36        | 52° 22' 25" NB, 4° 35' 16" OL | 526344 | Upload foto                           |
| Koningshof: duinboerderijtje                                     | Boerderij                 | 1795                                            |                      | Duinlustweg 48            | 52° 22' 31" NB, 4° 35' 18" OL | 526345 | Meer afbeeldingen                     |
| Koningshof: houten stalgebouw                                    | Bijgebouwen kastelen enz. | 1900-1910                                       |                      | Duinlustweg bij 36        | 52° 22' 30" NB, 4° 35' 19" OL | 526346 | Upload foto                           |
| Koningshof: dubbele garage                                       | Bijgebouwen kastelen enz. | 1900-1910                                       |                      | Duinlustweg bij 36        | 52° 22' 31" NB, 4° 35' 18" OL | 526347 | Upload foto                           |
| Koningshof: enkele garage                                        | Bijgebouwen kastelen enz. | 1900-1910                                       |                      | Duinlustweg bij 36        | 52° 22' 31" NB, 4° 35' 18" OL | 526348 | Upload foto                           |
| Israëlitische begraafplaats: begraafplaats                       | Begraafplaats en -onderdl | 1797                                            |                      | Tetterodeweg bij 13       | 52° 23' 29" NB, 4° 35' 59" OL | 526405 | Meer afbeeldingen                     |
| Israëlitische begraafplaats: muur en toegangspoort               | Begraafplaats en -onderdl | 1805 (muur) 1903 (toegangspoort)                |                      | Tetterodeweg bij 13       | 52° 23' 29" NB, 4° 35' 58" OL | 529524 | Meer afbeeldingen                     |